# Liste des mairies d'arrondissement de Berlin
Cet article recense les mairies d'arrondissement municipaux de Berlin en Allemagne.

## Généralités
En tant que ville-état, Berlin est une commune indépendante chapeautée par un bourgmestre siégeant dans un hôtel de ville. Comme Hambourg, Berlin est divisée en arrondissements municipaux dont les maires sont nommés par l'assemblée des délégués d'arrondissement.
Lors de la réforme territoriale du Grand Berlin en 1920, de nombreuses communes sont intégrées à Berlin et deviennent des subdivisions de la capitale. Les hôtels de ville de chaque commune perdent donc leur statut indépendant et deviennent des mairies d'arrondissement ou de districts. La réforme territoriale de 2001 a réduit le nombre d'arrondissements à 12. L'administration arrondissementale est donc souvent répartie entre plusieurs anciennes mairies. Suivant la taille du bâtiment, la mairie d'arrondissement peut être le siège d'une ou de plusieurs branches administratives comme un Bezirksamt (le centre administratif où siège le maire), un Bürgeramt, un Ordnungsamt, un Finanzamt (office des impôts), un Jugendamt (office de la jeunesse), un Arbeitsamt (l'agence pour l'emploi), etc.

## Liste

### Mairies d'arrondissement actuelles
La liste suivante recense les mairies d'arrondissement (Bezirksamt) où siègent le maire d'arrondissement (Bezirksbürgermeister) et ses cinq adjoints (Bezirksstadtrat) élus par l'assemblée des délégués d'arrondissement (Bezirksverordnetenversammlung). 
| Arrondissement municipal    | Édifice                   | Adresse                                             | Construction | Architecte                                     | Protection | Coordonnées                       | Illus. |
| --------------------------- | ------------------------- | --------------------------------------------------- | ------------ | ---------------------------------------------- | ---------- | --------------------------------- | ------ |
| Mitte                       | Mairie de Tiergarten      | Mathilde-Jacob-Platz 1 10551 Berlin-Moabit          | 1936-1937    | Richard Ermisch                                | Classé MH  | 52° 31′ 37″ nord, 13° 20′ 18″ est |        |
| Friedrichshain-Kreuzberg    | Mairie de Friedrichshain  | Frankfurter Allee 35/37 10247 Berlin-Friedrichshain | 1991-1995    | Bayerischen Immobilien AG                      |            | 52° 30′ 56″ nord, 13° 27′ 43″ est |        |
| Pankow                      | Mairie de Pankow          | Breite Straße 24a-26 13187 Berlin-Pankow            | 1901-1903    | Wilhelm Johow Alexander Poeschke Rudolf Klante | Classé MH  | 52° 34′ 09″ nord, 13° 24′ 08″ est |        |
| Charlottenbourg-Wilmersdorf | Mairie de Charlottenbourg | Otto-Suhr-Allee 100 10585 Berlin-Charlottenbourg    | 1899-1905    | Heinrich Reinhardt Georg Süßenguth             | Classé MH  | 52° 31′ 04″ nord, 13° 18′ 31″ est |        |
| Spandau                     | Mairie de Spandau         | Carl-Schurz-Straße 2/6 13597 Berlin-Spandau         | 1910-1913    | Heinrich Reinhardt Georg Süßenguth             | Classé MH  | 52° 32′ 06″ nord, 13° 12′ 01″ est |        |
| Steglitz-Zehlendorf         | Mairie de Zehlendorf      | Kirchstraße 1/3 14163 Berlin-Zehlendorf             | 1926-1929    | Eduard Jobst Siedler                           | Classé MH  | 52° 26′ 00″ nord, 13° 15′ 27″ est |        |
| Tempelhof-Schöneberg        | Mairie de Schöneberg      | John-F-Kennedy-Platz 10825 Berlin                   | 1911-1914    | Peter Jürgensen Jürgen Bachmann                | Classé MH  | 52° 29′ 06″ nord, 13° 20′ 39″ est |        |
| Neukölln                    | Mairie de Neukölln        | Karl-Marx-Straße 83/85 12043 Berlin-Neukölln        | 1905-1909    | Reinhold Kiehl                                 | Classé MH  | 52° 28′ 53″ nord, 13° 26′ 06″ est |        |
| Treptow-Köpenick            | Mairie de Köpenick        | Alt-Köpenick 21 12555 Berlin-Köpenick               | 1901-1905    | Hugo Kinzer                                    | Classé MH  | 52° 26′ 45″ nord, 13° 34′ 29″ est |        |
| Marzahn-Hellersdorf         | Mairie de Hellersdorf     | Alice-Salomon-Platz 3 12627 Berlin-Hellersdorf      | 1995         |                                                |            | 52° 32′ 14″ nord, 13° 36′ 14″ est |        |
| Lichtenberg                 | Mairie de Lichtenberg     | Möllendorffstraße 6 10367 Berlin-Lichtenberg        | 1896-1898    | Franz Emil Knipping                            | Classé MH  | 52° 30′ 57″ nord, 13° 28′ 47″ est |        |
| Reinickendorf               | Mairie de Reinickendorf   | Eichborndamm 215 13437 Berlin-Wittenau              | 1910-1911    | Fritz Beyer                                    | Classé MH  | 52° 35′ 23″ nord, 13° 19′ 29″ est |        |

### Anciennes mairies et/ou mairies annexes
| Édifice                   | Fonction actuelle | Adresse                                       | Construction | Architecte                                                  | Protection | Coordonnées                       | Illus. |
| ------------------------- | --- | --------------------------------------------- | ------------ | ----------------------------------------------------------- | ---------- | --------------------------------- | ------ |
| Mairie de Friedenau       | Bâtiment administratif annexe d'arrondissement centre culturel                                                                                | Niedstraße 1 12159 Berlin-Friedenau           | 1913-1916    | Hans Altmann                                                | Classé MH  | 52° 28′ 21″ nord, 13° 20′ 09″ est |        |
| Mairie de Friedrichshagen | Bürgeramt, Bourse du travail, Centre culturel                                                                                                 | Bölschestraße 87 12587 Berlin-Friedrichshagen | 1887-1889    | Peter Groth, Jürgen Kröger                                  |            | 52° 27′ 16″ nord, 13° 37′ 29″ est |        |
| Mairie de Johannisthal    | Centre socioculturel, musée | Sterndamm 102 12487 Berlin-Johannisthal       | 1905-1906    | Georg Roensch                                               | Classé MH  | 52° 34′ 09″ nord, 13° 24′ 08″ est |        |
| Mairie de Kreuzberg       | Bâtiment administratif annexe d'arrondissement, siège de l'assemblée des délégués d'arrondissement, Bürgeramt, services sociaux               | Yorckstraße 4/11 10965 Berlin-Kreuzberg       | 1952-1958    | Willi Kreuer, Heinz Weden                                   |            | 52° 29′ 38″ nord, 13° 23′ 06″ est |        |
| Mairie de Mitte           | Bâtiment administratif annexe d'arrondissement, Bürgeramt                                                                                     | Karl-Marx-Allee 31 10178 Berlin-Mitte         | 1996-1998    | Jan-Christoph Bassenge, Johannes Heinrich, Kay Puhan-Schulz |            | 52° 31′ 16″ nord, 13° 25′ 24″ est |        |
| Mairie de Schmargendorf   | Bureau d'état civil (Standesamt), École de musique, Bibliothèque municipale Adolf-Reichwein                                                   | Berkaer Platz 1 14199 Berlin-Schmargendorf    | 1900-1902    | Otto Kerwien                                                | Classé MH  | 52° 28′ 40″ nord, 13° 17′ 16″ est |        |
| Mairie de Steglitz        | Bâtiment administratif annexe d'arrondissement, Bürgeramt                                                                                     | Schloßstraße 37 14165 Berlin-Steglitz         | 1896-1897    | Heinrich Reinhardt, Georg Süßenguth                         | Classé MH  | 52° 27′ 26″ nord, 13° 19′ 14″ est |        |
| Mairie de Tempelhof       | Bâtiment administratif annexe d'arrondissement, Bürgeramt, Ordnungsamt, services sociaux, office des transports                               | Tempelhofer Damm 165 14099 Berlin-Tempelhof   | 1936-1938    | Hellmut Delius                                              |            | 52° 27′ 45″ nord, 13° 23′ 10″ est |        |
| Mairie de Treptow         | Bâtiment administratif annexe d'arrondissement, siège de l'assemblée des délégués d'arrondissement, siège de plusieurs conseillers municipaux | Neue Krugallee 4 12435 Berlin-Plänterwald     | 1909-1910    | Georg Süßenguth, Heinrich Reinhardt                         | Classé MH  | 52° 29′ 01″ nord, 13° 28′ 47″ est |        |
| Mairie de Wannsee         | Accueil collectif de mineurs (Jugendfreizeitzentrum)                                                                                          | Königsstraße 42 12109 Berlin-Wannsee          | 1899-1901    | Otto Stahn, Adalbert Metzing                                | Classé MH  | 52° 25′ 05″ nord, 13° 08′ 54″ est |        |
| Mairie de Wilmersdorf     | Centre d'accueil de demandeurs d'asile | Fehrbelliner Platz 4 10707 Berlin-Wilmersdorf | 1941-1943    | Helmut Remmelmann                                           | Classé MH  | 52° 29′ 23″ nord, 13° 18′ 48″ est |        |